# 6352 Schlaun
6352 Schlaun este un asteroid din centura principală de asteroizi.

## Descriere
6352 Schlaun este un asteroid din centura principală de asteroizi. A fost descoperit pe 16 octombrie 1977 la Observatorul Palomar de Cornelis Johannes van Houten, Ingrid van Houten-Groeneveld și Tom Gehrels. Asteroidul prezintă o orbită caracterizată de o semiaxă mare de 2,41 ua, o excentricitate de 0,00 și o înclinație de 3,5° în raport cu ecliptica.